# Dorasque
El dorasque és una llengua del grup lingüístic txibtxa, parlada antigament pels dorasques als marges dels rius Chiriquí Viejo, Changuena i Diquis, a la província de Cartago de Costa Rica, i actualment extingida. El changuena és una varietat d'aquesta llengua.